# Hasard (roman)
Cet article concerne un roman de J. M. G. Le Clézio. Pour le concept, voir hasard.
Hasard est un roman court de Jean-Marie Gustave Le Clézio publié le 4 mai 1999 aux éditions Gallimard. Ce roman est suivi de la nouvelle Angoli Mala.
Un cinéaste célèbre part en mer sur son voilier sans savoir qu’une jeune fille s’est glissée sur le pont du navire et cachée sous un tas de tissus.
Il accepte qu’elle reste. Ils naviguent ensemble des mois et se tisse alors une relation très forte. Après une rupture ils ne se voient plus pendant des années et se retrouvent lorsqu’il est vieux et ruiné. Pour ceux qui aiment la mer, la voile, les tempêtes et les amours platoniques.

## Éditions
- Hasard, éditions Gallimard, 1999  (ISBN 2070755371).